# ورطون
ورطون هي قرية في مقاطعة أصفهان، إيران. يقدر عدد سكانها بـ 576 نسمة بحسب إحصاء 2016.